# Tunuyán
Tunuyán – miasto w Argentynie, położone w północno-zachodniej części prowincji Mendoza.

## Opis
Miejscowość została założona 25 listopada 1880 roku. W mieście znajduje się węzeł drogowy-RN40 i RP92. Przez miasto przepływa rzeka Tunuyán.

## Demografia
.